# 江苏大学附属医院
江苏大学附属医院（镇江市江滨医院），是中国江苏省的一所医院，为三级甲等医院，位于镇江市解放路438号。

## 规模
江苏大学附属医院总床位704张，日门诊量2191人次。